# باي تورش لايتنينغ
باي تورش لايتنينغ PyTorch Lightning هي مكتبة بايثون مفتوحة المصدر توفر واجهة عالية المستوى لـ PyTorch، وهو إطار عمل تعليمي عميق شهير.  إنه إطار خفيف الوزن وعالٍ الأداء ينظم كود PyTorch لفصل البحث عن الهندسة، مما يجعل تجارب التعلم العميق أسهل في القراءة والتكرار. صُمم لإنشاء نماذج التعليم العميق القابلة للتطوير التي يمكن تشغيلها بسهولة على الأجهزة الموزعة مع الحفاظ على الحياد المادي للنماذج.
في عام 2019، اٌعتمد Lightning بواسطة مؤتمر نظم معالجة المعلومات العصبية Reproducibility Challenge كمعيار لإرسال كود PyTorch إلى المؤتمر وهو مؤتمر سنوي كبير. 
في عام 2022، أصبحت مكتبة PyTorch Lightning رسميًا جزءًا من إطار Lightning، وهو إطار عمل مفتوح المصدر يُدار من قبل المنشئين الأصليين لـ PyTorch Lightning.